# سینما ناجی
سینما ناجی یک سینما در شهر تبریز، ایران است.
این سینما که متعلق به اداره فرهنگ و ارشاد اسلامی تبریز می‌باشد در سال ۱۳۸۷ افتتاح شده‌است.